# Erebochlora subtermaculata
Erebochlora subtermaculata är en fjärilsart som beskrevs av Paul Dognin 1910. Erebochlora subtermaculata ingår i släktet Erebochlora och familjen mätare. Inga underarter finns listade i Catalogue of Life.